# Masalia terracotta
Masalia terracotta är en fjärilsart som beskrevs av George Francis Hampson 1891. Masalia terracotta ingår i släktet Masalia och familjen nattflyn. Inga underarter finns listade i Catalogue of Life.